# Hablar por hablar (Cadena SER)
Hablar por hablar fue un programa de radio centrado en la participación de los oyentes que se emitía de lunes a viernes en las madrugadas de la Cadena SER de España.

## Historia
Creado por Gemma Nierga en Ràdio Barcelona en 1989 con el título catalán de Parlar per parlar, lo dirigió durante varias temporadas, hasta 1997, en sus inicios en catalán y en su última etapa también en castellano para el resto del país.
En su despedida, Nierga no aguantó la emoción y lloró en innumerables momentos. En esa etapa se sucedieron hechos insólitos como la caída de una lámpara en directo y el grito de la presentadora, y el libro Parlar per parlar.
Desde 1997 y hasta 2001 tomó las riendas del programa Fina Rodríguez. Una voz cómplice de los oyentes que poco a poco fue llevándose las audiencias de madrugada a su bolsillo.
La etapa más productiva se prolongó desde 2001 hasta 2006, siendo dirigido y presentado por la periodista Mara Torres. 
Con Torres gran parte de los componentes y atributos con los que el Hablar por hablar ha sellado su impronta en la historia de la radiodifusión española y han experimentado su etapa de mayor apogeo, auge y desarrollo. En esa etapa se recopilaron numerosas historias en el libro Hablar por hablar, historias de madrugada publicado por la editorial Aguilar.
Ejemplo claro del rendimiento que el programa obtuvo de los nuevos procedimientos vehiculados por las tecnologías cibernáuticas fue la aparición de la figura de Farero, personaje incógnito (aunque siempre se ha sospechado que fuera una invención nacida del propio programa), que casi todas las noches, y especialmente entre 2002 y 2004, enviaba desde un supuesto Faro un correo electrónico en el que con prosa sentimental de cierta calidad literaria resumía las llamadas de la noche o destacaba algo que le hubiera llamado la atención. 
Lo cierto es que, habiendo recaudado un legado tan positivo y favorable, el prestigio y estatus en la profesión de Mara Torres se acentuó, lo cual aprovechó RTVE para contratarla, para presentar La 2 noticias en el horario nocturno de máxima audiencia de La 2.
Emigrada la artífice del umbral del éxito en el que se encontraba el Hablar, a partir de la temporada 2006-2007, la periodista Cristina Lasvignes, productora en la anterior etapa (y primera directora que ya había pasado por cada uno de los puestos del programa), se hizo cargo del programa hasta febrero de 2009, cuando cedió la dirección y presentación del programa a Macarena Berlín, por su compromiso en Antena 3 con Tal cual lo contamos. 
La sucesora de Mara Torres confió en las recetas, argumentario, ingredientes y contenidos provenientes de la fase anterior, limitándose con buen tino y discreción, a ejercer una dirección de gestión transaccional. En definitiva, proseguir en su máxima expresión la sentencia recogida en los manuales de Burocracia y Administración de Personal: "Si algo funciona, mejor no retocarlo lo más mínimo". 
Tras su desembarco, se desvinculó del programa la hasta entonces colaboradora Paqui Ramos, a quien muchos oyentes e instancias periodísticas especializadas en el medio habían contemplado, meses atrás, como hipotética aspirante a la primera línea de dirección de la nave. Su ausencia se procuró suplir con relevos interinos, ocasionales, e incluso proveyéndose un terceto o cuarteto de auxiliares en las labores de presentación, a pesar de lo cual tales experimentos parecieron no terminar de restañar la brecha ocasionada por tal irreparable pérdida, aquí comentada. 
Al unísono que en los casos de sus predecesoras en el cargo (Nierga y Torres), Cristina Lasvignes fue conforme transcurrían los primeros meses de aclimatación a un nuevo entorno, ya explorado –había sido colaboradora en los primeros compases de vida del programa–, pero no por ello, menos dotado de incertidumbre, adquiriendo mayor presencia y fondo en los avatares del desarrollo de las tramas tejidas en el discurrir del programa y realzando así, consigo, su protagonismo, tal y como había acontecido en el pasado, cuyas acreedoras emplearon con hábil acierto este espacio como plataforma iniciática de lanzamiento hacia destinos en la profesión de mucho mayor alcance. 
De acuerdo con lo anterior, y con mayor premura y antelación de lo inicialmente previsto por las partes, Lasvignes inició su aventura televisiva en octubre de 2008, a pesar de lo cual compaginó dicha faceta con la conducción del Hablar sin renunciar al mismo. Sin embargo, la cadena era consciente de la inminencia de la partida de una estrella periodística de proyección notoria y muy cotizada y comenzaron a sondear un relevo que permitiera al programa no resentirse lo más mínimo y sin discontinuidades, en su lucha por la preservación de su hegemonía entre los hogares españoles, en los albores de la medianoche.
En 2008, debido a los cambios que se estaban produciendo, la Cadena SER decidió retomar el primer formato de Parlar per parlar solo en catalán para las emisoras FM de Cataluña y seguir con el formato nacional en la onda media con la nueva elegida. La elegida fue finalmente Macarena Berlín, que llegaba procedente de Cadena Dial, donde conducía con Álvaro Díaz el programa Qué falló en lo vuestro, toda una prueba preliminar de fogueo para ella, dadas las similitudes más que patentes de género entre los dos programas citados.
En la oleada del Estudio General de Medios (EGM) de primavera de 2009, continuaba como líder indiscutible en su franja horaria con 562.783 oyentes, si bien, a pesar de la carencia de oposición por parte de la competencia, Hablar por hablar conlleva durante algunos muestreos, registrando una paulatina, aunque muy leve, caída de audiencia, fundamentalmente atribuible a la erosión derivada de una permanencia tan dilatada en el medio y a la evidenciable pérdida de atractivo e interés entre nuevos segmentos del espectador ante la inalterable continuidad de un formato de programa mantenido en sus esencias originales, sin apenas puntualizaciones muy secundarias desde su origen. 
A pesar de ello, la actual dirección del programa, desde su toma de posesión, ha incidido en diversificar y exhibir nuevas secciones, algo heterodoxas en otros períodos de andadura en el pasado, comprendiendo entrevistas a personajes vinculados a las áreas de la cultura popular, la música alternativa..., entre otros ámbitos de igual índole, e igualmente, imprimir un tono nuevo en la prosa y el discurso de dirección por parte de Berlín, debiendo el público adecuarse a esta mutación tan súbita y repentina dado que, inicialmente, concitaron estos cambios de perspectiva el escepticismo de los más fieles seguidores. 
Todas estas reformas se gestaban con el objetivo expreso de retomar la senda del crecimiento, innovar propuestas, remozar parcialmente contenidos demasiado depurados y agotados por exceso de recurso a ellos y ofertar una propuesta de entretenimiento acorde con la nueva etapa iniciada desde la marcha de Lasvignes, y como soporte de contención ante el desafío, cada vez más creciente y presente, de programas procedentes de otras cadenas, como las citadas líneas atrás.
En mayo de 2008, Radio Barcelona, la emisora de la Cadena SER que lo vio nacer, recuperó nuevamente el espacio en catalán. Así pues, Parlar per parlar volvió a las ondas, conducido por la periodista Raquel Aturia. Esta versión catalana del espacio solo puede escucharse en Cataluña y en Andorra por FM. El programa se emite simultáneamente a su versión castellana, a través de la red de emisoras de la Cadena SER de Cataluña y conserva exactamente el mismo formato.
El 27 de junio de 2014 el programa terminó en el formato en catalán pasando a otros programas desde septiembre desde las emisoras de SER CAT.
El 29 de septiembre de 2018, tras el regreso de Mara Torres doce años después a la Cadena SER, el programa puso punto y final a más de 8.000 madrugadas compartidas con los oyentes. El 1 de octubre de 2018 en el horario de Hablar por hablar, se estrenó El Faro, programa dirigido y presentado por Mara Torres, que contaba con el equipo del Hablar y que guardaba grandes similitudes con éste.

### Caracol Radio
Caracol Radio, cadena radiofónica colombiana del grupo Unión Radio, y por lo tanto, emisora hermana de la Cadena SER, actualmente también emite su Hablar por hablar. El programa va de martes a sábado de las 23:00 a las 2:00, hora de Colombia. A día de hoy su conductora es la periodista Diana Montoya.

### 20.º aniversario
El 2 de octubre de 2010 se cumplieron 20 años del inicio de un programa que lleva más de 13 000 horas de emisión, por ello y para celebrarlo, en la semana del 4 al 8 de octubre de 2010 las principales caras del programa: Gemma Nierga, Cristina Lasvignes y Mara Torres, se hacen cargo del programa en ediciones conmemorativas del 'hablar'.

## Equipo de la última etapa del programa
Macarena Berlín se encargaba de la dirección y presentación. Adriana Mourelos (subdirectora), y Elena Sánchez en la producción, filtraban las llamadas que entraban en directo en el programa, así como editaban cortes, hacían entrevistas y secciones. En la realización y dirección técnica, poniendo música y sonido, Jorge Martínez. 
Durante las vacaciones estivales y parte de la Navidad de 2013, Adriana Mourelos asumió la presentación del espacio.